# Paradebett

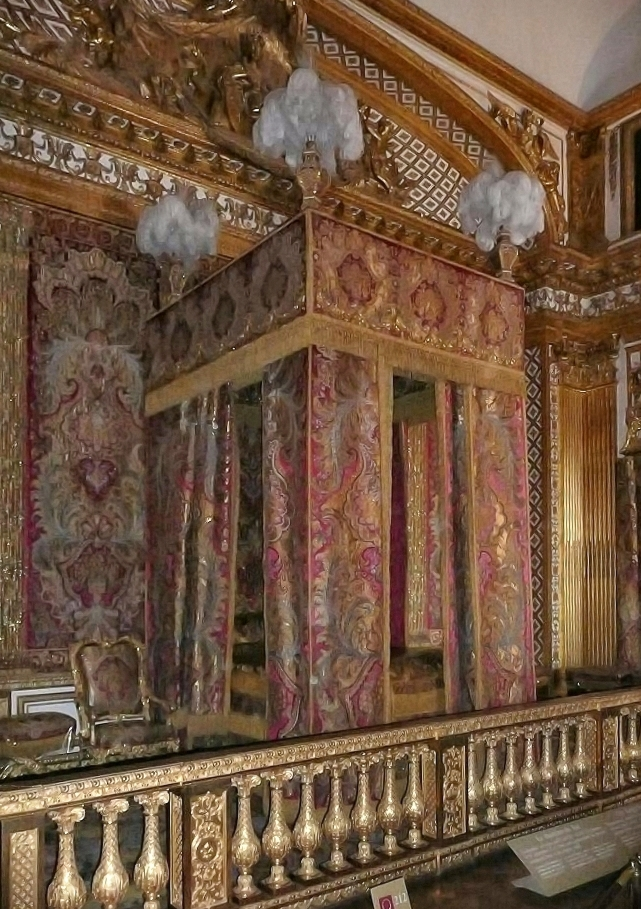
Paradebett Ludwigs XIV. im Schloss Versailles

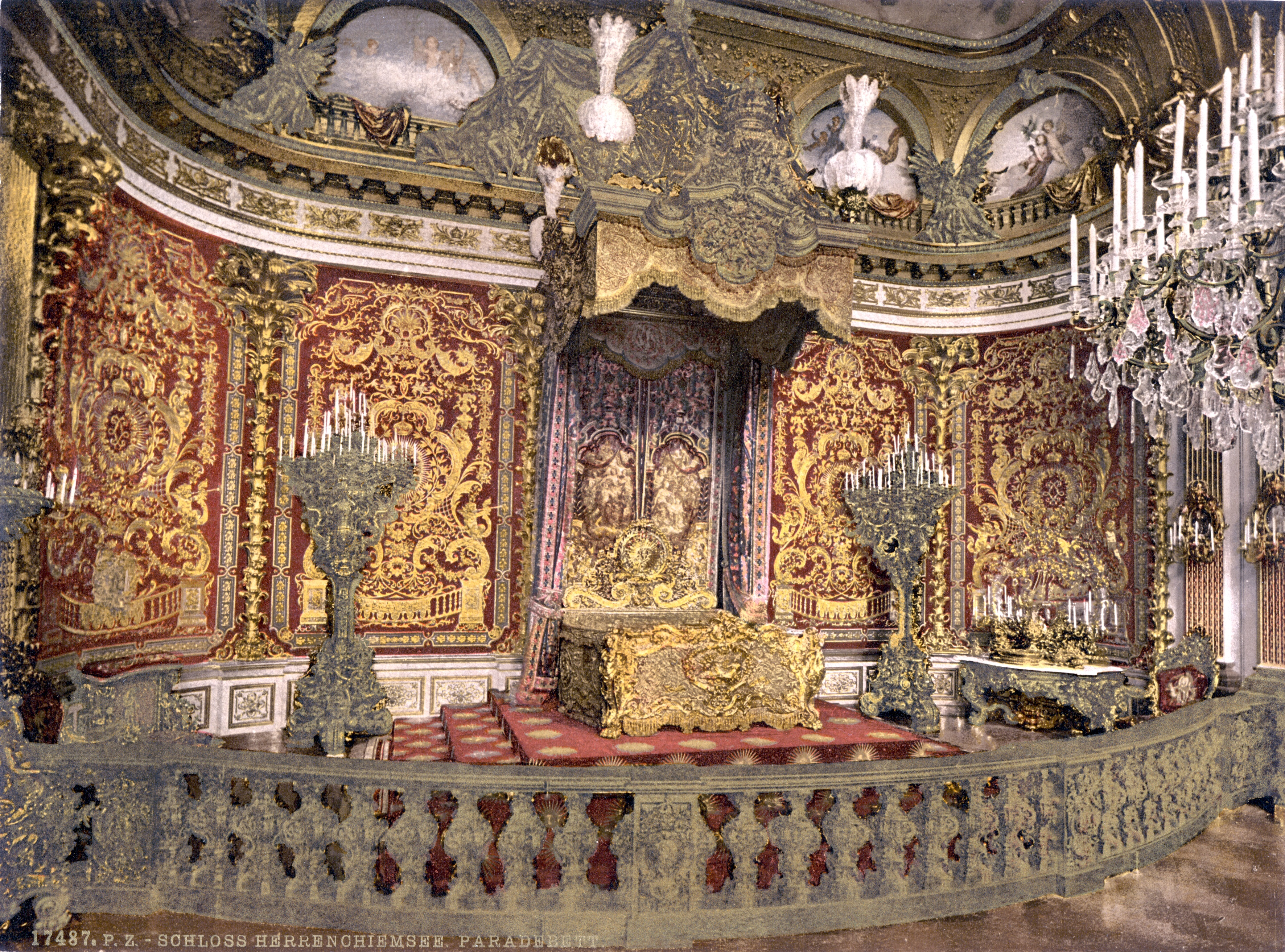
Paradebett Ludwigs II. im Schloss Herrenchiemsee

Die Bezeichnung Paradebett wird meistens für das zeremonielle Empfangsbett eines absolutistischen Herrschers, zuweilen auch für ein prunkvolles Aufbahrungsgerüst verwendet.

## Höfisches Paradebett
In den Residenzen Ludwigs XIV., Maria Theresias und anderer Herrscher der Barockzeit gab es Paradebetten, die dem Zeremoniell des Lever und Coucher dienten oder rein symbolisch-repräsentative Bedeutung hatten.

## Paradebett als Katafalk
Im Zusammenhang von Begräbnisfeierlichkeiten ist ein Paradebett „ein mit schwarzem Stoff behängtes und sonst ausgeschmücktes Gerüst, auf dem die Leiche hochgestellter Personen öffentlich zur Schau ausgestellt wird“.

## Galerie

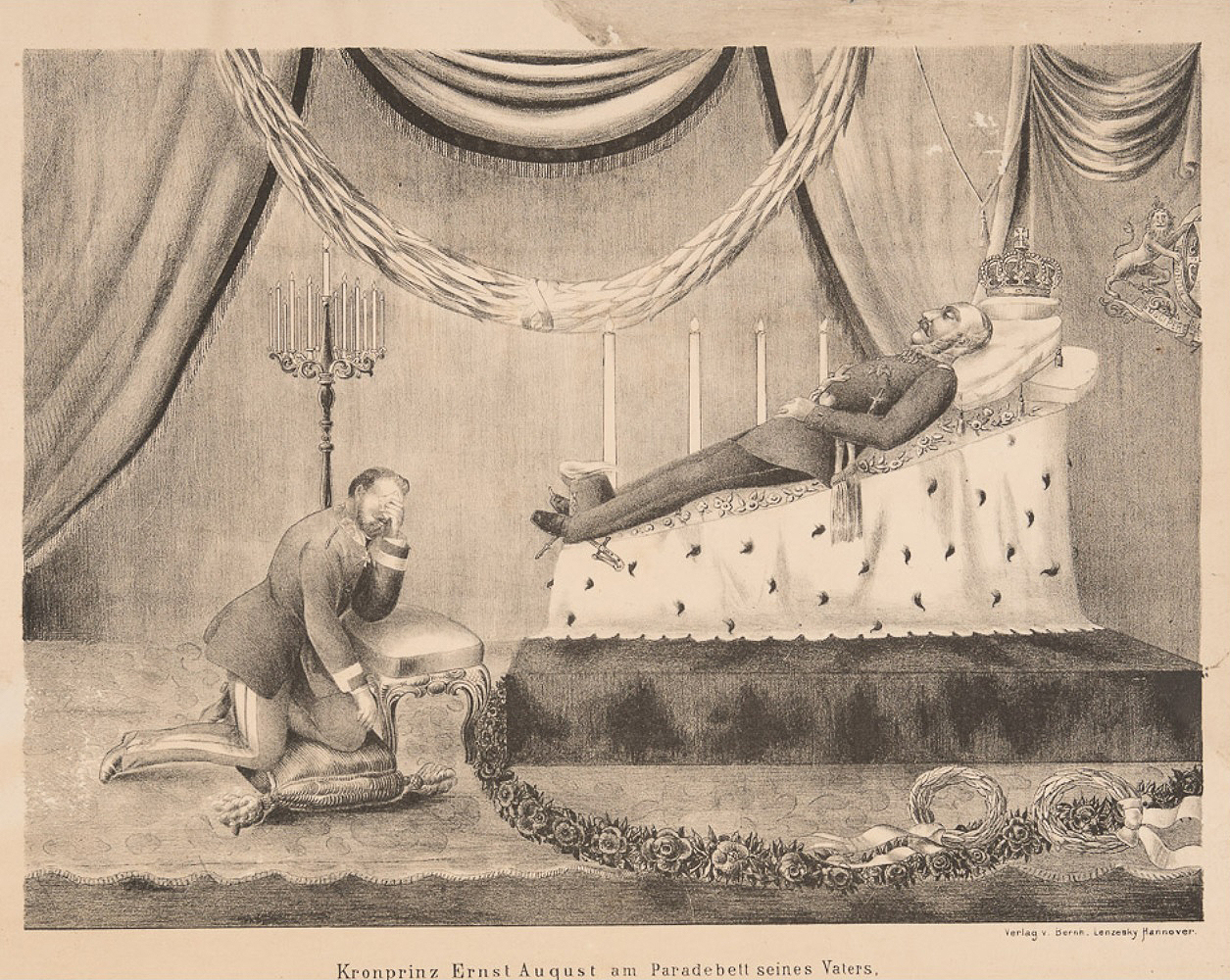
„Kronprinz Ernst August am Paradebett seines Vaters / König Georg V.“; 1878 in Windsor, Lithographie im Verlag von Bernhard Lenzesky, Hannover
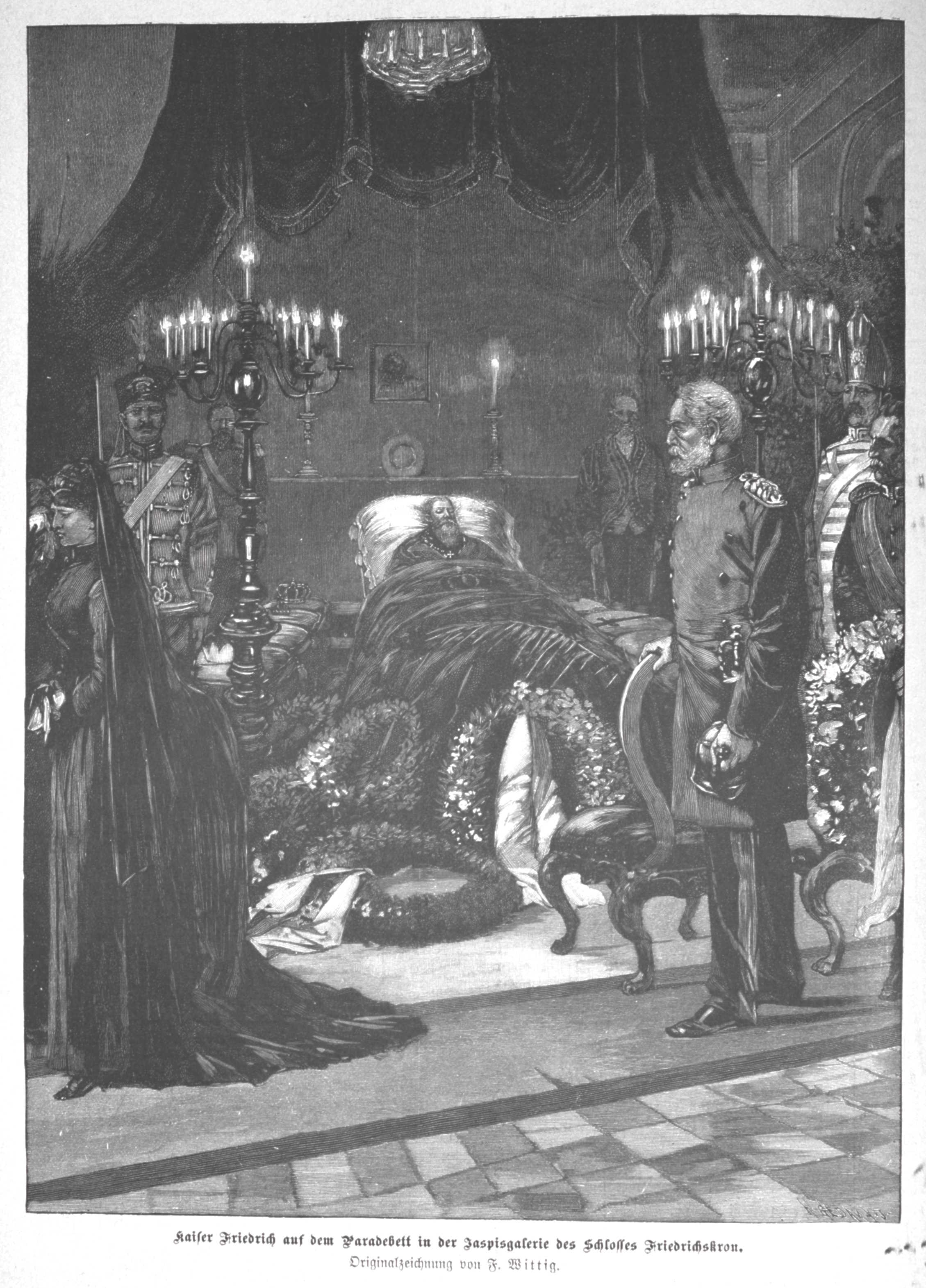
Kaiser Friedrich auf dem Paradebett, Die Gartenlaube (1888)